# FC Lahti
FC Lahti é um clube de futebol finlandês fundado em 1996. Sua sede fica em Lahti.

## Historia
FC Lahti foi fundado em 1996, jogou sua primeira temporada, 1997, no grupo sul do Ykkönen , a segunda divisão do futebol finlandês. Ele terminou em segundo na primeira metade da liga, mas acabou em terceiro lugar no final da temporada, atrás de FC Haka e PK-35 que foram promovidos a Veikkausliiga . Na temporada seguinte, 1998, foi campeão e finalmente ganhou a promoção para o nível mais alto do futebol finlandês, até ser rebaixado no final da temporada de 2010.
Em 2008 FC Lahti ficou em terceiro lugar ao final da Veikkausliiga e se qualificou para a UEFA Europa League qualification rounds  da temporada de 2009.

## Títulos

### Títulos Nacionais
- Ykkönen (1): 2011
- Copa da Liga Finlandesa (3): 2007, 2013, 2016

## Elenco
Atualizado em 28 de março de 2021.
Legenda
- : Capitão
- : Jogador suspenso
- : Jogador lesionado